# 上迪布山
46°34′19″N 10°55′50″E / 46.572059°N 10.930436°E

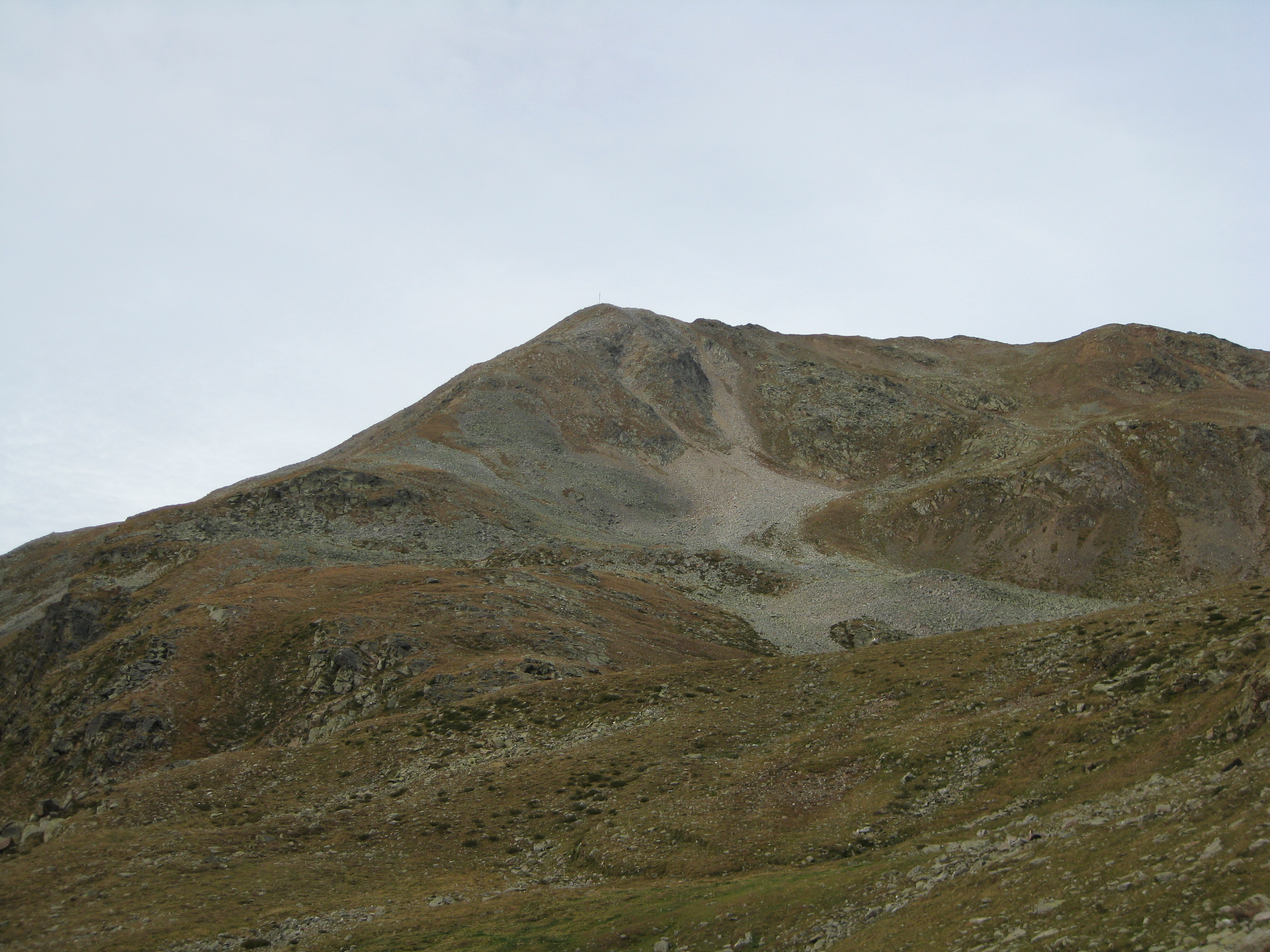

上迪布山（德語：Hoher Dieb）是意大利的山峰，位於該國東北部，由博爾扎諾-南蒂羅爾自治省負責管轄，屬於奥特莱斯山的一部分，海拔高度2,730米。